# Reprise Records
Reprise Records je americká hudební značka, vlastněná společností Warner Music Group a řízená Warner Bros. Records.

## Historie společnosti
Reprise byla založena 1958 Frankem Sinatrou, který chtěl mít více umělecké svobody pro své nahrávky. Když opustil Capitol/EMI a zkoušel bez úspěchu koupit známku Verve Records Normana Granze, rozhodl se založit svou vlastní. Prvním albem Franka Sinatray nanové značce bylo Ring-A-Ding-Ding. Členové Rat Pack, Dean Martin a Sammy Davis Jr. přešli k jeho značce též. Značka dosud vydává Sinatrovy nahrávky, které pro ni nahrál a po jeho smrti v roce 1998, měli velký úspěch s výběrem jeho hitů.
Značka Reprise byla prodána společnosti Warner Bros. Records začátkem roku 1963. Od té doby Warner Bros. často používali Reprise jako svou druhou mateřskou značku, jako další podřízené značky Straight a Kinetic, které své nahrávky vydávaly ve spojitosti s Reprise.
Koncem 70. let, kdy Joni Mitchell a Captain Beefheart opustili značku, Sinatra vyjádřil přání být jediným umělcem na Reprise, ale Neil Young odmítl odejít. Joni Mitchell se ke značce vrátila koncem 80. let po úsporných opatřeních u Geffen Records, ale v současné době nahrává u Hear Music. Young zůstal u Reprise dodnes, ačkoliv v 80. letech nahrával též pro Geffen Records.
Dnes vedle Younga, je Reprise domovskou značkou pro umělce jako Green Day, The Smashing Pumpkins, Avenged Sevenfold, The Used, Mastodon, Eric Clapton, Fleetwood Mac, Josh Groban a My Chemical Romance. Dříve zde působili Jimi Hendrix a Barenaked Ladies.

## Pobočky
- Kinetic Records (1992–2000)
- Grand Jury Records (1990–1993)
- Vapor Records (1995–dosud)
- Elementree Records (1995–2000)
- In Bloom Records (1998–2000)
- Chrysalis Records (1969-1972)